# Liste der Naturschutzgebiete in Hessen

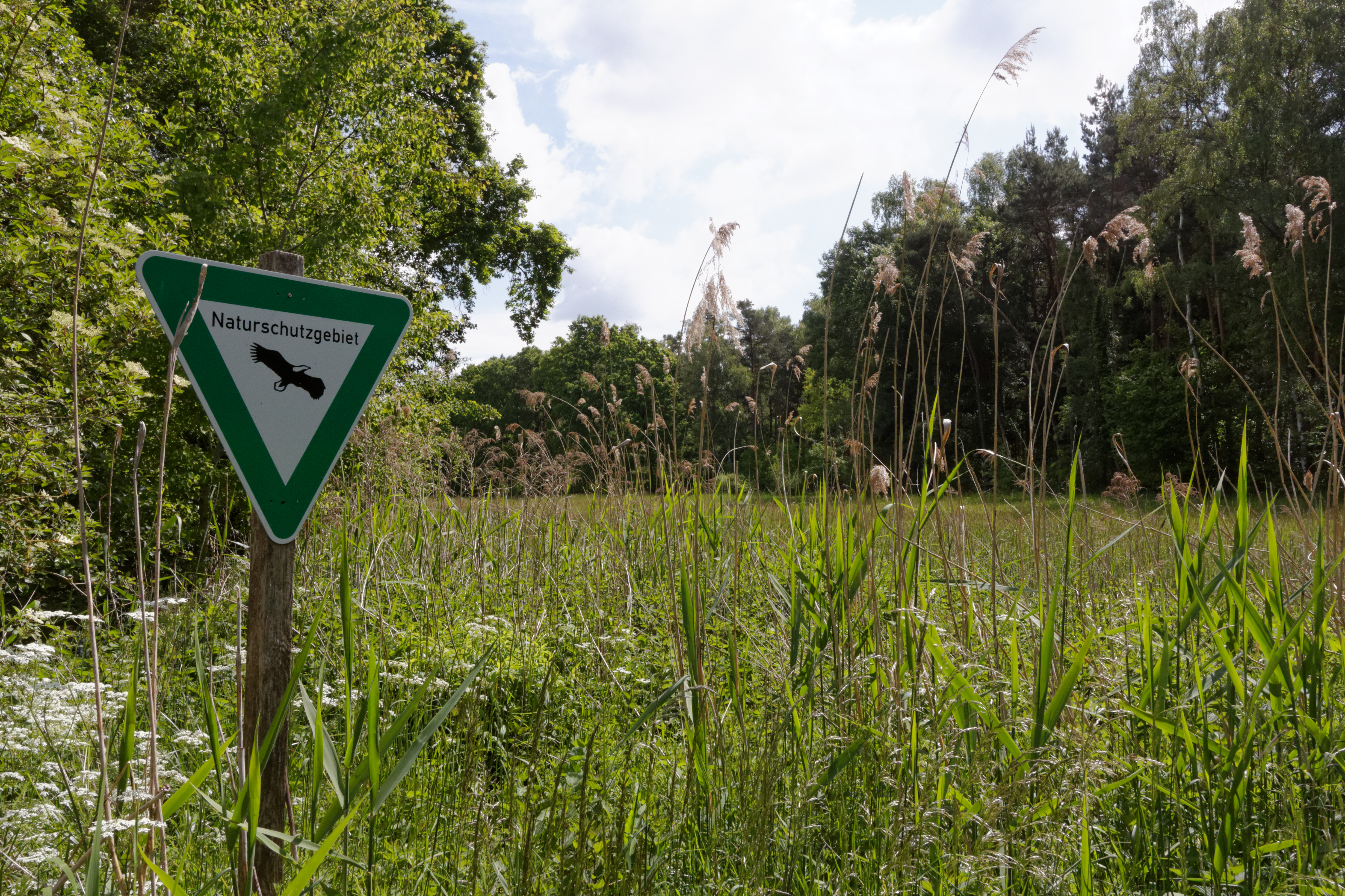
NSG „Rodauwiesen bei Rollwald“, Landkreis Offenbach

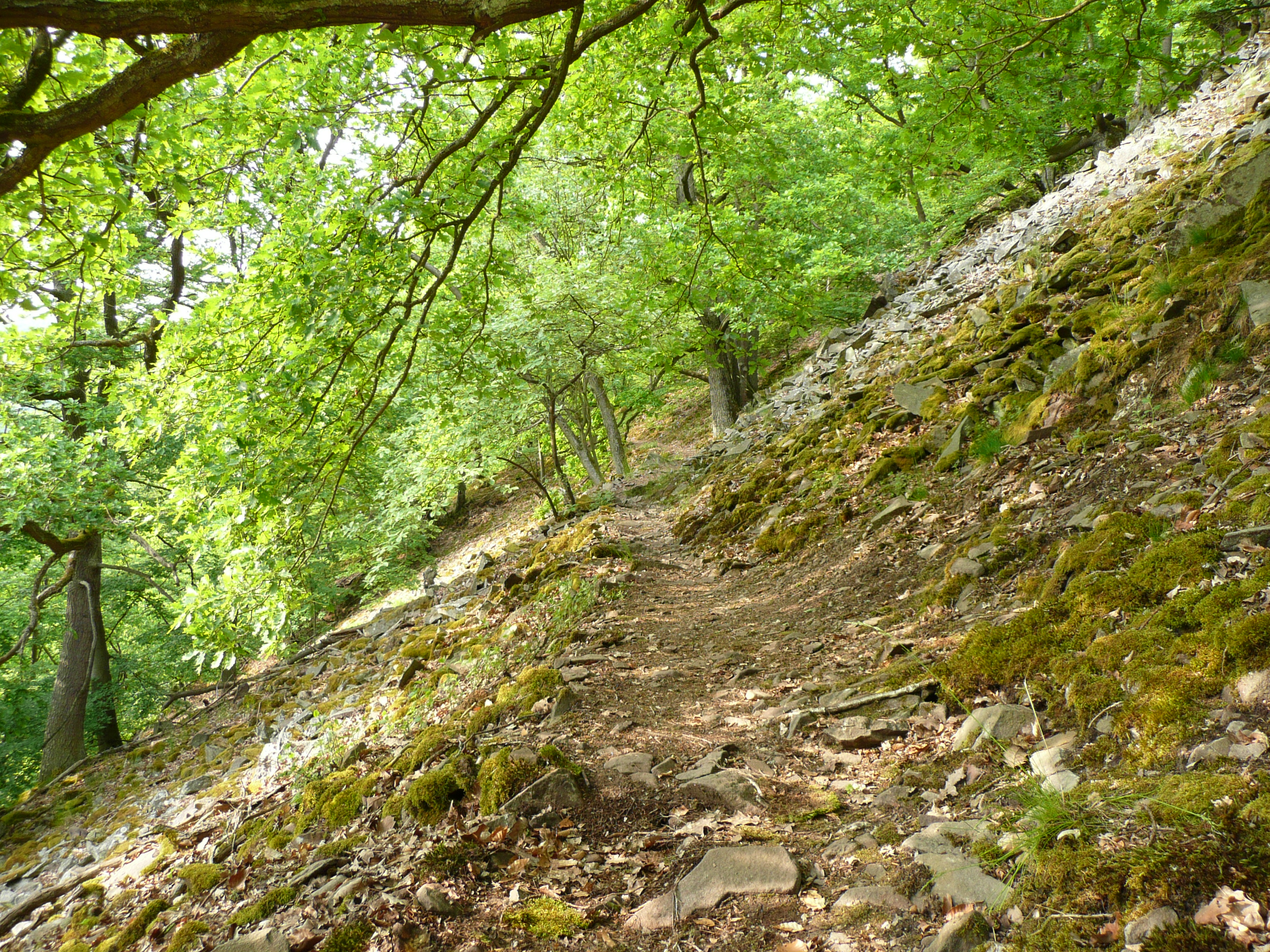
NSG „Hünselburg“, Landkreis Waldeck-Frankenberg

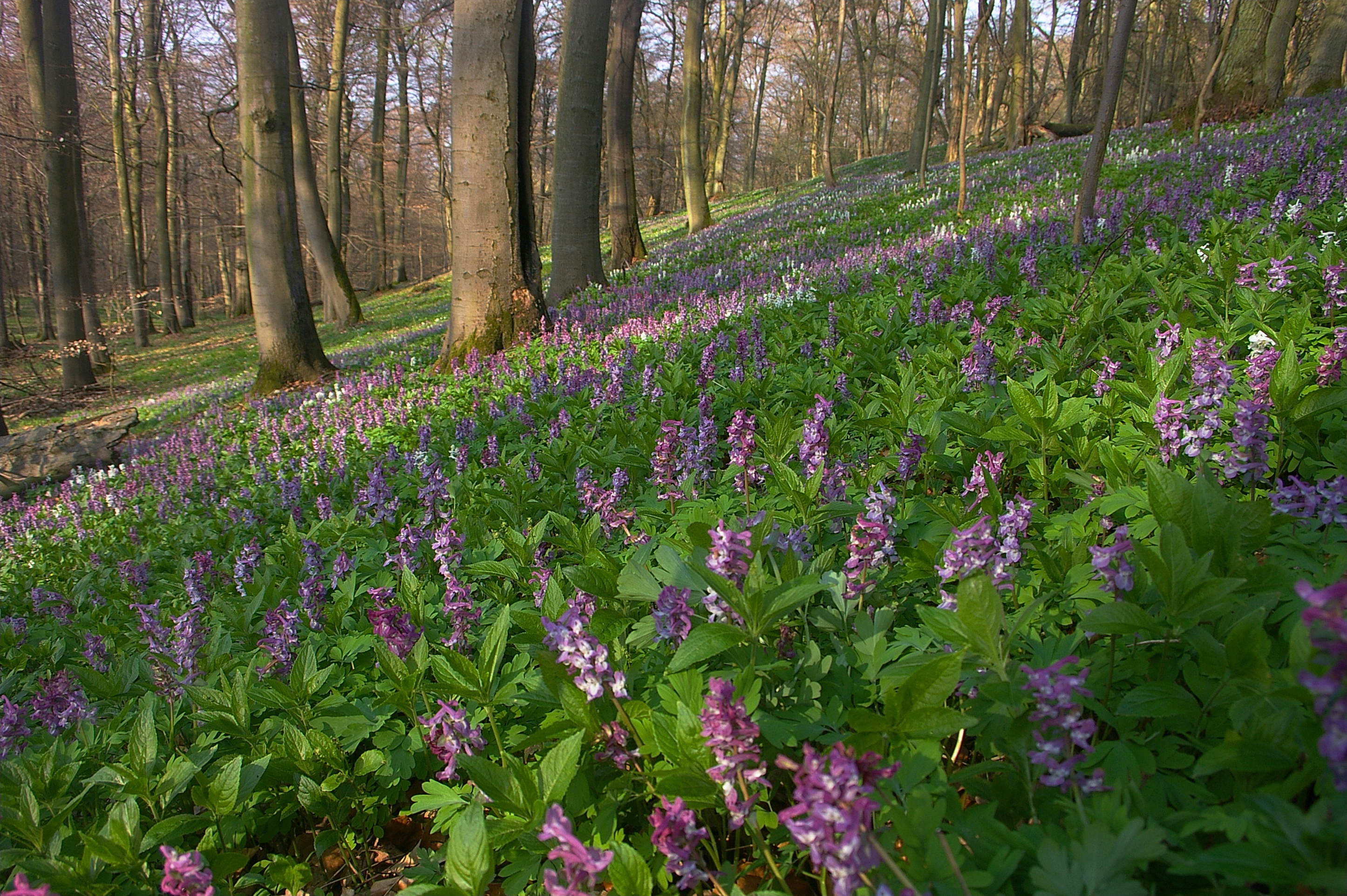
NSG „Hangelstein“, Landkreis Gießen

Diese Liste führt die Naturschutzgebiete in Hessen gegliedert nach Landkreisen und kreisfreien Städten auf.

„In Hessen sind in den verschiedenen Naturräumen über 760 Naturschutzgebiete mit einer Gesamtgröße von mehr als 38.000 ha ausgewiesen. Das entspricht einem Flächenanteil von ca. 1,8 % der Landesfläche. Die durchschnittliche Größe eines hessischen Naturschutzgebietes beträgt rund 50 ha.“

## Listen der Naturschutzgebiete nach Landkreisen
Zuständig für die Naturschutzgebiete in Hessen ist die Obere Naturschutzbehörde beim jeweiligen Regierungspräsidium, wobei die eigentliche Betreuung der Naturschutzgebiete in der Regel durch den Landesbetrieb HessenForst erfolgt.
Über die folgende Tabelle lassen sich die Listen der hessischen Naturschutzgebiete – gegliedert nach Regierungsbezirken, Landkreisen und kreisfreien Städten – abrufen.
| Regierungsbezirk Darmstadt (Südhessen) | Regierungsbezirk Gießen (Mittelhessen) | Regierungsbezirk Kassel (Nordhessen) |
| --- | --- | --- |
| Liste der Naturschutzgebiete im/in … - Kreis Bergstraße - Darmstadt - Landkreis Darmstadt-Dieburg - Frankfurt am Main - Kreis Groß-Gerau - Hochtaunuskreis - Main-Kinzig-Kreis - Main-Taunus-Kreis - Odenwaldkreis - Offenbach am Main - Landkreis Offenbach - Rheingau-Taunus-Kreis - Wiesbaden - Wetteraukreis | Liste der Naturschutzgebiete im … - Landkreis Gießen - Lahn-Dill-Kreis - Landkreis Limburg-Weilburg - Landkreis Marburg-Biedenkopf - Vogelsbergkreis | Liste der Naturschutzgebiete im/in … - Landkreis Fulda - Landkreis Hersfeld-Rotenburg - Kassel - Landkreis Kassel - Schwalm-Eder-Kreis - Landkreis Waldeck-Frankenberg - Werra-Meißner-Kreis |